# Llista de soldans de Rum
Llista dels soldans de Rum.
| Soldà                        | Regnat                | Notes |
| Kutalmix (o Kutlumish)       | 1060-1064             | Disputà amb Alp Arslan la successió al tron de l'Imperi Seljúcida                                                                                     |
| Sulayman ibn Kutalmix        | 1064-1086             | Fundador del Soldanat de Rum amb capital a İznik |
| Kilij Arslan I               | 1092-1107             | Primer soldà a Konya |
| Màlik-Xah ibn Kilij Arslan   | 1107-1116             | |
| Messud I                     | 1116-1156             | |
| Kilij Arslan II              | 1156-1192             | |
| Kaykhusraw I                 | 1192-1197             | Primer regnat |
| Sulaymanxah II               | 1197-1204             | |
| Kilij Arslan III             | 1204-1205             | |
| Giyath al-Din Kaykhusraw I   | 1205-1211             | Segon regnat |
| Izz al-Din Kaykaus I         | 1211-1221             | |
| Ala al-Din Kaykubad I        | 1221-1237             | |
| Giyath al-Din Kaykhusraw II  | 1237-1246             | Després de la seva mort, el soldanat es partí entre dos, després tres i després dos fills, fins al 1261, quan Kilidj Arslan IV restà com a únic soldà |
| Izz al-Din Kaykaus II        | 1246-1256 i 1257-1261 | |
| Rukn al-Din Kilidj Arslan IV | 1248-1255 i 1256-1265 | |
| Ala al-Din Kaykubad II       | 1249-1257             | |
| Giyath al-Din Kaykhusraw III | 1265-1284             | |
| Giyath al-Din Masud II       | 1284-1296             | Primer regnat |
| Ala al-Din Kaykubad III      | 1298-1302             | |
| Giyath al-Din Masud II       | 1303-1307             | Segon regnat |
| Giyath al-Din Masud III      | 1307-1308             | |